# Emmanuel Gerard
Emmanuel Walter Adiel Jozef Gerard (Roeselare, 28 februari 1952) is een Belgisch historicus en emeritus hoogleraar aan de Katholieke Universiteit Leuven.

## Biografie
Emmanuel Gerard volgde klassieke humaniora aan het Klein Seminarie Roeselare. In 1984 promoveerde hij aan de Katholieke Universiteit Leuven tot doctor in de letteren en wijsbegeerte met een proefschrift over de katholieke Partij tijdens het interbellum. Zijn promotor was Lode Wils. Aan de faculteit Sociale Wetenschappen doceerde hij onder andere Geschiedenis van de Hedendaagse Samenleving, Politieke Geschiedenis van België en Belgische Politiek sinds 1945. Emmanuel Gerard was voorzitter van het departement Politieke Wetenschappen van 1993 tot 2000 en decaan van de faculteit Sociale Wetenschappen van 2003 tot 2010.
Van 2013 tot 2017 was hij algemeen directeur van het Onderzoeksinstituut voor Arbeid en Samenleving (HIVA), waar hij Hans Bruyninckx opvolgde. Hij is erevoorzitter van KADOC, het Documentatie- en Onderzoekscentrum voor Religie, Cultuur en Samenleving. Van 2014 tot 2020 was hij hoofdredacteur van de Gids op Maatschappelijk Gebied. Hij is curator van het bezoekerscentrum van het Vlaams Parlement en van 2020 tot 2023 voorzitter van de commissie Canon van Vlaanderen, aangesteld door de Vlaamse Regering.

## Onderzoek
Zijn onderzoeksonderwerpen focussen op institutionele en politieke processen van democratisering (o.a. ontwikkeling van parlementen, monarchie), de geschiedenis van de katholieke wereld (o.a. confessionele partijen, christendemocratie, christelijke arbeidersbeweging, verzuiling), de dekolonisatie van Belgisch-Congo en de Koude Oorlog en koningskwestie met onder meer de moord op Julien Lahaut in 1950.
In 2000 was hij een van de vier deskundigen die werden aangesteld bij de parlementaire onderzoekscommissie die de Belgische rol in de moord op de eerste Congolese premier Patrice Lumumba onderzocht, samen met Luc De Vos, Jules Gérard-Libois en Philippe Raxhon. De Commissie oordeelde op basis van het resultaat van het rapport, opgesteld door de deskundigen, dat er geen rechtstreeks bewijs was van de betrokkenheid van de Belgische overheid bij de moord op Lumumba. Volgens de commissie was de Belgische overheid echter wel moreel verantwoordelijk, aangezien zij het klimaat mee had gecreëerd waarbinnen de moord kon plaatsvinden.
De Christelijke signatuur van Emmanuel Gerard, verhinderde niet zijn waarheidsgetrouwe en op feiten gestoelde opmerkingen.
In 2015 publiceerde hij een onderzoek uitgevoerd voor het Studie- en Documentatiecentrum Oorlog en Hedendaagse Maatschappij over de moord op de communistische partijleider Julien Lahaut in 1950. De conclusie luidde dat de moord het werk was van het anticommunistische netwerk van André Moyen. Dat netwerk werd gesteund door de grote bedrijven en werkte samen met officiële instanties. De Koude Oorlog was het bepalende motief.

## Publicaties
- De katholieke partij in crisis: partijpolitiek leven in België (1918-1940), Leuven, Kritak, 1985.
- (onder leiding van E. Gerard) De christelijke arbeidersbeweging in België, 1891-1991, 2 delen, Universitaire Pers Leuven, 1991, ISBN 90 6186 449 6
- (samen met Steven Van Hecke) Christian Democratic Parties in Europe Since the End of the Cold War, Leuven University Press, 2004.
- (samen met L. De Vos, P. Raxhon, J. Gérard-Libois) Lumumba: de complotten? De moord, Leuven, Davidsfonds, 2004.
- (samen met Karel Van Nieuwenhuyse) Scripta politica. Politieke geschiedenis van België in documenten (1918-2012), Tielt, Lannoo, 2013.
- (samen met B. Kuklick) Death in the Congo. Murdering Patrice Lumumba, Cambridge, Ma, Harvard University Press, 2015.
- (samen met W. De Ridder & F. Muller) Wie heeft Lahaut vermoord? De geheime koude oorlog in België, Leuven, Davidsfonds, 2015.
- (avec W. De ridder & F. Muller) Qui a tué Julien Lahaut?, Bruxelles, La Renaissance du Livre, 2015.
- De schaduw van het Interbellum, Lannoo, 2017
- (samen met Frederik Verleden) De ongrijpbare macht. Politieke geschiedenis van België, Acco, 2019.
- Floep en Flap en de reus (met illustraties door Ananias Asona), 2018 - kinderboek.
- Een nooit voltooide geschiedenis. 150 jaar sociale wetenschappen in Leuven, Tielt, Lannoo, 2022.
- (samen met Frederik Verleden) De Belgische regeringen sinds 1831. Ministers, bevoegdheden, partijen, Academic and Scientific Publishers, 2022.